# 1994-es indianapolisi 500

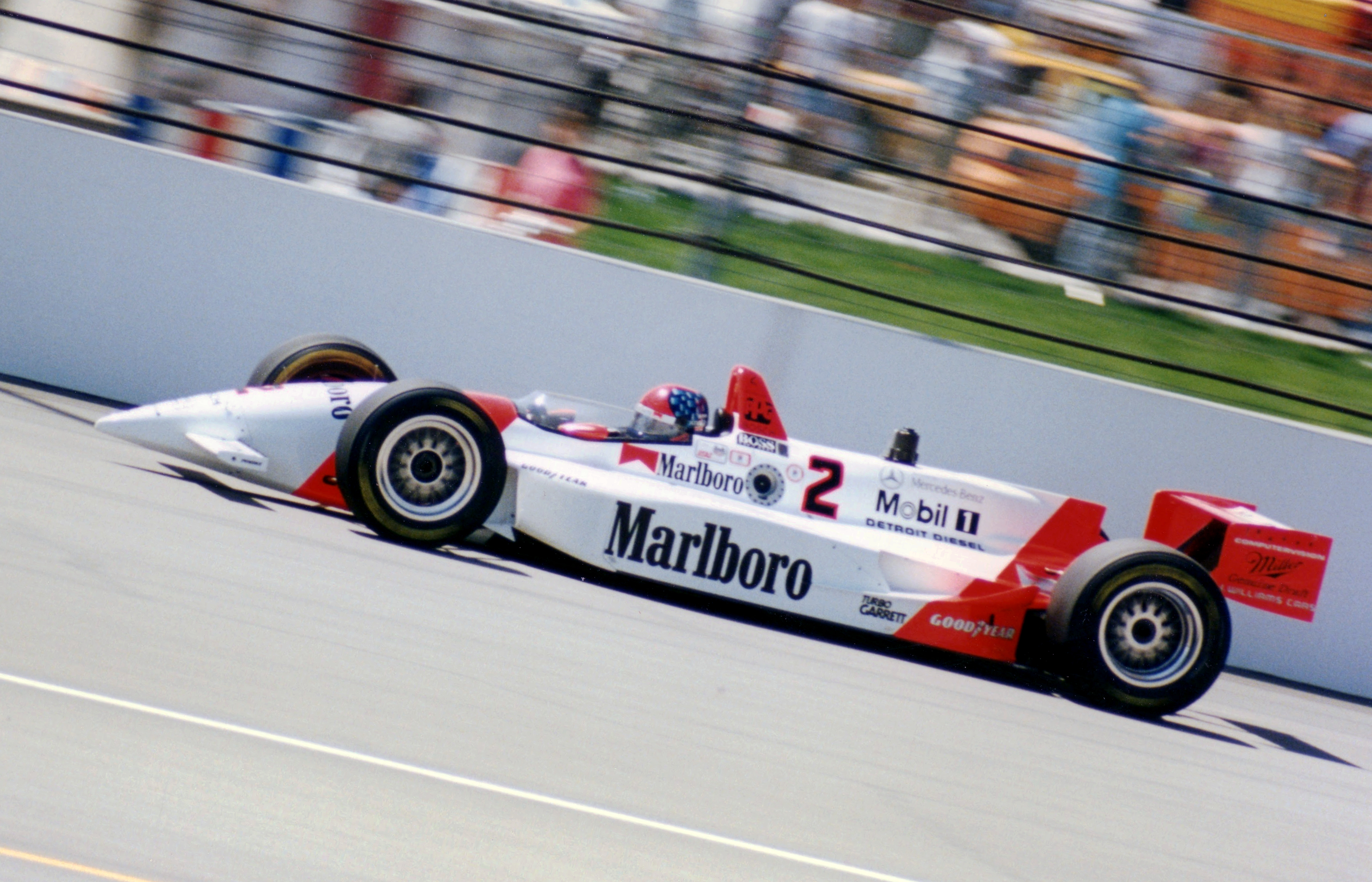
Emerson Fittipaldi, a 184. körben kiesik.

A 78. alkalommal megrendezett Indianapolisi 500 mérföldes versenyt 1994. május 29-én rendezték meg.

## Futam
| Helyezés | Rajthely | Rajtszám | Versenyző              | Qual    | Rank | C | E  | Körök száma | Élen | Kiesés oka  | Csapat                 |
| -------- | -------- | -------- | ---------------------- | ------- | ---- | - | -- | ----------- | ---- | ----------- | ---------------------- |
| 1        | 1        | 31       | Al Unser, Jr. (W)      | 228.011 | 1    | P | MB | 200         | 48   | Running     | Team Penske            |
| 2        | 4        | 12       | Jacques Villeneuve (R) | 226.259 | 4    | R | F  | 200         | 7    | Running     | Forsythe/Green Racing  |
| 3        | 28       | 4        | Bobby Rahal (W)        | 224.094 | 7    | P | I  | 199         | 0    | Running     | Rahal/Hogan Racing     |
| 4        | 16       | 18       | Jimmy Vasser           | 222.262 | 24   | R | F  | 199         | 0    | Running     | Hayhoe Racing          |
| 5        | 19       | 9        | Robby Gordon           | 221.293 | 29   | L | F  | 199         | 0    | Running     | Walker Racing          |
| 6        | 5        | 8        | Michael Andretti       | 226.205 | 5    | R | F  | 198         | 0    | Running     | Chip Ganassi Racing    |
| 7        | 24       | 11       | Teo Fabi               | 223.394 | 13   | R | I  | 198         | 0    | Running     | Jim Hall Racing        |
| 8        | 11       | 27       | Eddie Cheever          | 223.163 | 15   | L | M  | 197         | 0    | Running     | Team Menard            |
| 9        | 22       | 14       | Bryan Herta (R)        | 220.992 | 33   | L | F  | 197         | 0    | Running     | A.J. Foyt Enterprises  |
| 10       | 10       | 33       | John Andretti          | 223.263 | 14   | L | F  | 196         | 0    | Running     | A.J. Foyt Enterprises  |
| 11       | 29       | 88       | Mauricio Gugelmin (R)  | 223.104 | 16   | R | F  | 196         | 0    | Running     | Chip Ganassi Racing    |
| 12       | 21       | 19       | Brian Till (R)         | 221.107 | 32   | L | F  | 194         | 0    | Running     | Dale Coyne Racing      |
| 13       | 13       | 91       | Stan Fox               | 222.867 | 18   | R | F  | 193         | 0    | Crash T1    | Hemelgarn Racing       |
| 14       | 18       | 22       | Hiro Matsushita        | 221.382 | 27   | L | F  | 193         | 0    | Running     | Dick Simon Racing      |
| 15       | 27       | 16       | Stefan Johansson       | 221.518 | 26   | P | I  | 192         | 0    | Running     | Bettenhausen Racing    |
| 16       | 17       | 71       | Scott Sharp (R)        | 222.091 | 25   | L | F  | 186         | 0    | Running     | PacWest Racing         |
| 17       | 3        | 2        | Emerson Fittipaldi (W) | 227.303 | 3    | P | MB | 184         | 145  | Crash T4    | Team Penske            |
| 18       | 8        | 28       | Arie Luyendyk (W)      | 223.673 | 10   | L | I  | 179         | 0    | Motorhiba   | Indy Regency Racing    |
| 19       | 6        | 90       | Lyn St. James          | 224.154 | 6    | L | F  | 170         | 0    | Running     | Dick Simon Racing      |
| 20       | 23       | 59       | Scott Brayton          | 223.652 | 11   | L | M  | 116         | 0    | Motorhiba   | Team Menard            |
| 21       | 2        | 5        | Raul Boesel            | 227.618 | 2    | L | F  | 100         | 0    | Water Pump  | Dick Simon Racing      |
| 22       | 7        | 1        | Nigel Mansell          | 224.041 | 8    | L | F  | 92          | 0    | Baleset T3  | Newman/Haas Racing     |
| 23       | 25       | 3        | Paul Tracy             | 222.710 | 19   | P | MB | 92          | 0    | Turbo       | Team Penske            |
| 24       | 14       | 99       | Hideshi Matsuda (R)    | 222.545 | 21   | L | F  | 90          | 0    | Baleset T1  | Beck Motorsports       |
| 25       | 30       | 45       | John Paul, Jr.         | 222.500 | 22   | L | F  | 89          | 0    | Baleset T3  | ProFormance Racing     |
| 26       | 15       | 79       | Dennis Vitolo (R)      | 222.439 | 23   | L | F  | 89          | 0    | Baleset T3  | Dick Simon Racing      |
| 27       | 32       | 25       | Marco Greco (R)        | 221.216 | 31   | L | F  | 53          | 0    | Electrical  | Arciero Racing         |
| 28       | 26       | 7        | Adrian Fernández (R)   | 222.657 | 20   | R | I  | 30          | 0    | Suspension  | Galles Racing          |
| 29       | 12       | 17       | Dominic Dobson         | 222.970 | 17   | L | F  | 29          | 0    | Baleset T1  | PacWest Racing         |
| 30       | 33       | 40       | Scott Goodyear         | 223.817 | 9    | L | F  | 29          | 0    | Suspension  | King Racing            |
| 31       | 31       | 10       | Mike Groff             | 221.355 | 28   | P | I  | 28          | 0    | Baleset T1  | Rahal/Letterman Racing |
| 32       | 9        | 6        | Mario Andretti (W)     | 223.503 | 12   | L | F  | 23          | 0    | Fuel System | Newman/Haas Racing     |
| 33       | 20       | 21       | Roberto Guerrero       | 221.278 | 30   | L | B  | 20          | 0    | Baleset T1  | Pagan Racing           |